# Oviječ pruhovaný
Oviječ pruhovaný (Arctogalidia trivirgata) je malá šelma z čeledi cibetkovitých (Viverridae). Je to jediný zástupce rodu Arctogalidia, nikoli však jediný oviječ – další oviječi však patří do samostatných rodů Macrogalidia, Paguma a Paradoxurus.

## Popis
Stavbou těla se příliš neliší od jiných cibetkovitých šelem. Má protáhlé tělo, dlouhý ocas a krátké nohy. Srst na svrchní straně těla je oranžovohnědá až šedohnědá. Typickým poznávacím znakem tohoto druhu jsou tři tmavě hnědé či černé pruhy táhnoucí se po hřbetě, z nichž pouze prostřední je jasně viditelný. Srst na spodní straně těla je šedobílá, hlava je šedá. Průměrná délka těla je 43–53 cm, délka ocasu 51–66 cm, váha se pohybuje obvykle mezi 2–2,5 kg.

## Rozšíření
Žije v jihovýchodní Asii. Jeho areál výskytu se táhne od východní Indie až po Vietnam, od severní Barmy na jih přes Thajsko a Malajsii a zahrnuje i indonéské ostrovy Sumatra, Jáva a Borneo.

## Způsob života
Oviječ pruhovaný je noční zvíře. Převážnou část života tráví na stromech, dobře šplhá a skáče z větve na větev. Ke spánku využívá vysoko umístěné větve nebo hnízda jiných zvířat, například ratuf. Jako většina cibetek žije samotářsky.
Je všežravec, živí se malými savci (například veverkami), ptáky, žábami, hmyzem i ovocem.
Samice může rodit mláďata dvakrát do roka. Doba březosti je zhruba 45 dní, rodí se průměrně tři mláďata.

## Ohrožení
Druh má poměrně velký areál rozšíření, hlavní hrozbou je jako u řady dalších živočišných druhů jihovýchodní Asie progresívní odlesňování kvůli tvorbě zemědělských ploch. Vzhledem k nenápadnému způsobu života nejsou k dispozici žádné přesné údaje. IUCN klasifikuje druh jako málo dotčený, ovšem pozornost je třeba věnovat poddruhu Arctogalidia trivirgata trilineata z ostrova Jáva, který je klasifikován jako ohrožený.